# Nețeni
Nețeni – wieś w Rumunii, w okręgu Bistrița-Năsăud, w gminie Mărișelu. W 2011 roku liczyła 21 mieszkańców.